# 스파르타쿠스: 피와 모래
스파르타쿠스: 피와 모래(Spartacus: Blood and Sand)는 스파르타쿠스 시리즈의 첫 시즌으로 2010년 1월 22일부터 4월 16일까지 미국 스타즈에서 방송되었다. 모두 13개의 에피소드로 구성되었다.
트라키아의 전사 스파르타쿠스는 로마 장군 그라베의 책략에 속아 게테 족과의 전쟁에 동참하게 되지만 배신당하고 부족은 몰살당한다. 노예로 전락한 스파르타쿠스는 검투사 양성소를 운영하는 카푸아의 바티아투스에게 팔려 검투사로 부활한다. 그곳에서 갈리아(골) 출신의 크릭수스와 빚 때문에 검투사가 된 바로 등을 알게된다. 신분상승을 꾀하는 야심찬 사업가 바티아투스는 스파르타쿠스와 크릭수스를 적절히 활용하여 돈과 명성을 쌓는다. 하지만 로마인의 탐욕과 갈등은 검투사들의 저항을 불러일으킨다. 스파르타쿠스는 동료 검투사를 규합하여 로마에 반기를 든다.

## 주요 출연진
- 스파르타쿠스(Spartacus/ 앤디 윗필드):
- 수라(Sura/ 에린 커밍스): 스파르타쿠스의 아내. 남편인 스파르타쿠스가 글러버의 함정에 빠진 이후 노예로 팔려간다. 이후 뛰어난 검투사로 성장한 스파르타쿠스를 수라 때문에 잃게 될까봐 두려워진 바티아투스의 계락에 의해 사망.

- 퀸투스 바티아투스(Quintus Lentulus Batiatus/ 존 해나): 카푸아 지방의 명문 검투사 양성소의 주인. 유명 검투사 양성가의 타이틀을 달고 정치계에 입문하려는 욕망을 위하여 엄청난 결단력과 추진력을 통한 일들을 벌이며, 자신의 목적을 위해선 수단과 방법을 안가리는 전형적인 계략가.

- 루크레티아(Lucretia /루시 롤리스): 바이타투스의 아내. 남편 못지않게 출세하길 원하는 교활한 성격의 인물. 작중에선 성적인 욕구를 서슴없이 드러낸다.

- "도토레" 오이노마오스("Doctore" Oenomaus/ 피터 멘사): 바티아투스의 검투사 양성소의 검투사 교관. 카리스마 넘치는 리더쉽으로 야생동물같이 거친 검투사들을 훈련시킨다. 그러나 겉으로 보이는 이미지와는 달리 인정많고 누구보다도 검투사들을 아끼는 남자다. 과거 이 양성소에서 뛰어난 실력을 자랑하던 일류 검투사였으며, 작중 스파르타쿠스 & 크릭서스가 대결했던 괴물 검투사 테오콜리스와의 대결에서 유일하게 살아남아 전설로 불린다.

- 크릭서스(Crixus/ 마누 베넷): 골 출신. 바티아투스 검투사 양성소 No. 01 검투사. 스파르타쿠스의 라이벌로서 비중있게 활약하며, 언제나 최고&최강의 검투사를 꿈꾼다. 시즌1 마지막화에서 스파르타쿠스를 도와 반란을 일으킨다.

- 바로(Varro/ 제이 코트니): 로마 시민이었지만 빚 때문에 검투사가 된 인물. 아내를 끔찍이도 아끼고 사랑한다. 스파르타쿠스와 함께하는 과정에서 절친이됨.

- 아슈르(Ashur / 닉 타라베이): 바티아투스 검투사 양성소 출신의 전직 검투사. 크릭서스에 의해 다리가 부러져 검투사로서의 생명이 끝났다. (이일 때문에 크릭서스를 증오함.) 자신의 출세와 이익을 위하여 주인인 바티아투스의 명령에 따라 더러운일을 맡아 처리하며 두터운 신임을 얻게 된다.

- 일리시아(Ilithyia/ 비바 비앙카): 로마 상원 알비니우스의 딸이자 글라버 군단장의 아내. 바티아투스 부부의 호의에 의하여 바티아투스 검투사 양성소에 자주 드나든다. 이때문에 스파르타쿠스와 마주쳐 마찰이 일어나기도 함. 루크레티아 못지않게 성적인 욕구를 서슴없이 드러냄.

- 글라버(Gaius Claudius Glaber/ 크레이그 파커): 로마군 군단장. 스파르타쿠스를 노예로 전락시킨 인물.